# سقوط هواپیمای نظامی آمریکا (مه ۲۰۱۸)
سقوط هواپیمای نظامی آمریکا در روز چهارشنبه دوم مه ۲۰۱۸ رخ داد. در ساعت ۱۱٫۳۰ به وقت محلی اندکی بعد از پرواز از فرودگاه شهر ساحلی ساوانا در تقاطع اتوبان نزدیک فرودگاه جورجیا یک هواپیمای نظامی سقوط کرد و ۹ نفر سرنشین هواپیما جان خود را از دست دادند. این هواپیما هنگام سقوط در اتوبان با هیچ خودرویی تصادف نکرد.

## شرح حادثه
روز چهارشنبه ۲ مه ۲۰۱۸ ساعت ۱۱:۳۰ به وقت محلی یک هواپیمای نظامی آمریکا دقایقی بعد از پرواز از فرودگاه شهر ساحلی ساوانا به سمت فرودگاه آریزونا در تقاطع اتوبان ۲۱ نزدیک فرودگاه جورجیا سقوط کرد.
این هواپیما متعلق به گارد ملی هوایی پورتوریکو با وجود تعمیرات و رسیدگی‌های مستمر ۵۰ سال عمر داشته و یک هواپیمای قدیمی از نوع سی-۱۳۰ بوده و در آستانه بازنشستگی قرار داشته‌است.

## تلفات
در این حادثه کلیه سرنشینان هواپیما یعنی ۴ خدمه و ۵ نیروی نظامی کشته شدند. قابل توجه است که هواپیما در هنگام سقوط در اتوبان با هیچ خودرویی اصابت نکرده و کسی صدمه ندیده‌است.

## پیشینه
این پنجمین سانحه هوایی ارتش آمریکا طی یک ماه گذشته بوده‌است.
این سانحه اولین سقوط هواپیمای سی-۱۳۰ از ماه ژوئیه ۲۰۱۷ تاکنون است.